# Cotswold-Schaf

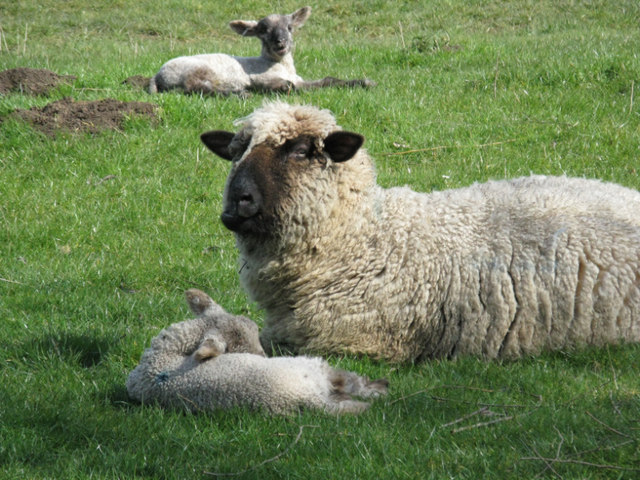
Ein Mutterschaf und mehrere Lämmer

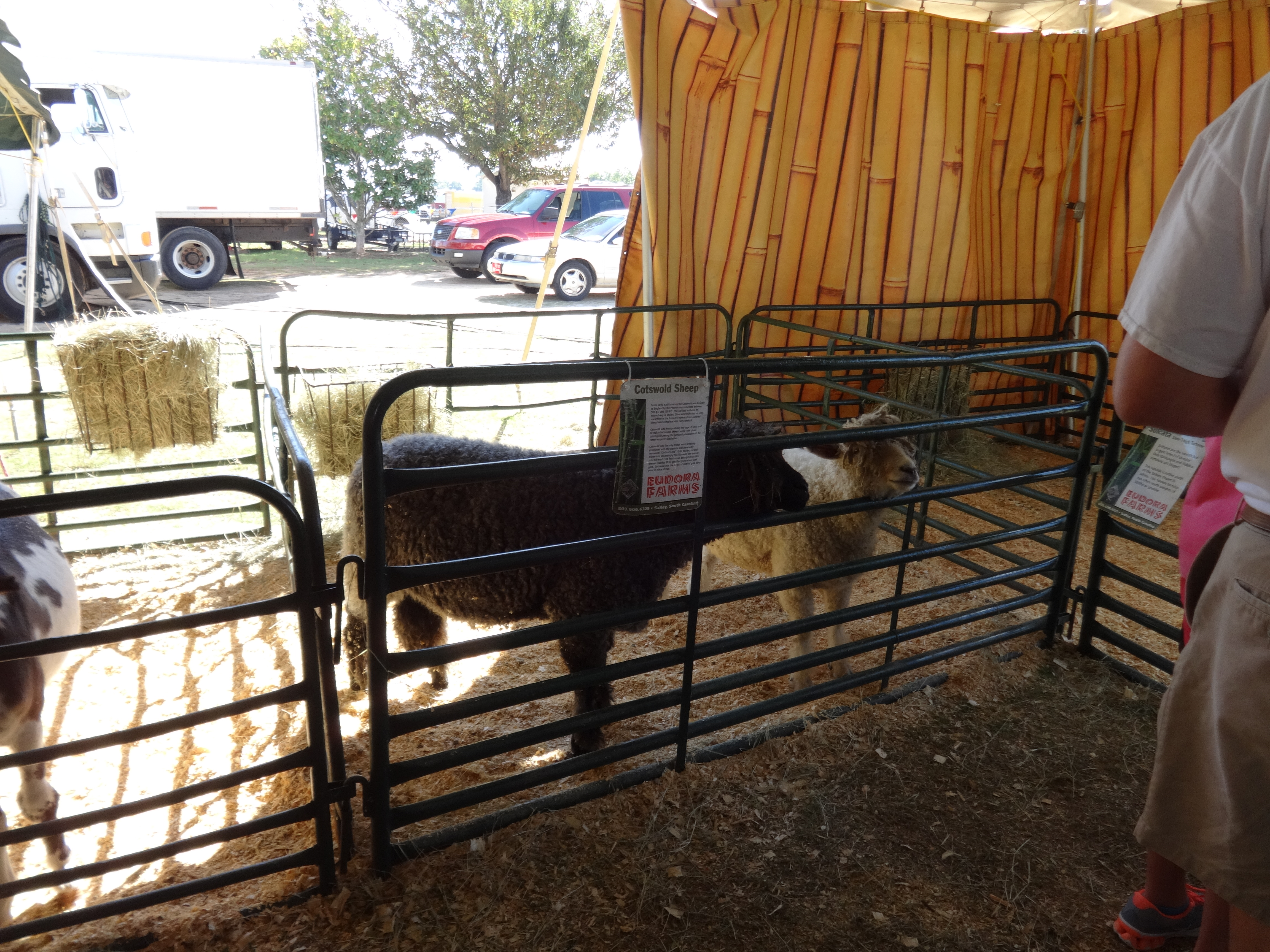
Ein Black-Cotswold- sowie ein Cotswold-Schaf

Das Cotswold-Schaf ist eine Hausschafrasse, die aus der Region Cotswolds in Westengland stammt und vermutlich im 13. Jahrhundert gezüchtet wurde. Der Ursprung der Rasse soll auf Schafe zurückgehen, die im 1. Jahrhundert von den Römern nach England gebracht worden sind und vor allem wegen ihrer Wolle, aber auch wegen ihres Fleisches geschätzt (Zweinutzungsrasse) wurden. Wegen ihrer dichten Wolle, die mähnenartig wachsen kann, werden sie auch als Cotswold Lion bezeichnet. Die Rasse wird heute noch in Großbritannien, Kontinentaleuropa, Australien sowie Nordamerika gehalten und ihre Wolle erfreut sich großer Beliebtheit. Neben dem rein weißen Cotswold-Schaf gibt es auch das schwarz gefärbte Black-Cotswold-Schaf.

## Merkmale
Das Cotswold-Schaf ist ein Zweinutzungsschaf mit einem Rumpf, der gleich breit wie der Rücken ist und dem Körper so ein eckiges Erscheinungsbild gibt. Die zurück liegende Schulter ist genauso wie das Rückgrat gut mit Muskeln bedeckt. Der gesamte Körper ist dicht mit einem weißen, dichten, langen und glänzenden Vlies bedeckt. Der hornlose Kopf ist auf einem kräftigen und breiten Hals aufgesetzt und ist bis zur Stirn mit Wolle bedeckt. Ein Wollbüschel auf der Stirn gilt als rassentypisch. Die weit auseinander liegenden Augen haben große, dunkle Pupillen. Die dunkle Nase ist etwas breiter als der Rest des Gesichtes. Sowohl das Gesicht als auch die Wangen sind dicht mit weißen Haaren bewachsen, wobei die Haare auf der Wange und um die Augen auch eine blaue Tönung aufweisen können. Gelegentlich haben manche Schafe ein mit grauen Haaren bedecktes Gesicht. Die langen und aufrecht stehenden Ohren sind mit kurzen weichen Haaren bedeckt, wobei an den Ohrspitzen dunkle Flecken auftreten können. Die geraden Beine sind eher kurz und an den Außenseiten gut mit Muskeln besetzt.
Neben den weißen Cotswold-Schafen gibt es auch Black Cotswold-Schafe, die erstmals 1858 in Kentucky auftraten. Sie gleichen den rein weißen Cotswold-Schafen in der Statur, unterscheiden sich aber durch die dunklere, schwarze Woll- und Haarfärbung von ihnen. Es ist unklar, ob diese Färbung auf eine natürliche Mutation oder auf eine zufällige Kreuzung mit einer anderen Schafsrasse zurückgeht.

## Zuchtgeschichte
Die genauen Ursprünge der Rasse sind unbekannt, es wird aber davon ausgegangen, dass es sich dabei um Nachkommen der Schafe handelt, die von den Römern im 1. Jahrhundert nach England gebracht worden waren. Für das 13. Jahrhundert ist belegt, dass in der Umgebung von Cirencester etwa 6000 Schafe gehalten wurden und dass der Wollhandel zu jener Zeit einen bedeutenden Wirtschaftsfaktor in der Region darstellte. Während der Herrschaft Eduards III. lieferte die Grafschaft Gloucestershire jährlich 30.000 Säcke mit Cotswold-Wolle an den Königshof. Im 14. Jahrhundert reisten Händler aus Florenz bis in die Region Cotswolds, um ihre Waren gegen Wolle und daraus gefertigte Kleidung einzutauschen. Während des 15. Jahrhunderts kam es zu einem regen Export der Cotswold-Schafe und ihrer Wolle, so dass König Heinrich VI. im Jahr 1425 ein Gesetz erließ, das die Ausfuhr ohne eine königliche Erlaubnis verbot. Wie beliebt die Cotswold-Wolle war, zeigt sich auch daran, dass der portugiesische König Eduard im Jahr 1437 Heinrich VI. um Ausfuhr von sechzig Wollsäcken zur Fertigung von Kleidern bat.
Für die Zeit um 1850 ist belegt, dass innerhalb eines Jahres etwa 5000 Schafsböcke gehandelt wurden. Rund zehn Jahre später wurden rund 4000 Böcke gehandelt, wobei ein großer Teil nach Amerika, Australien sowie Kontinentaleuropa exportiert wurden. In Nordamerika wurden die ersten Cotswold-Schafe 1832 von Christopher Dunn in der Nähe von Albany gehalten. Sie waren im Jahr 1879 die am weitesten verbreitete Schafsrasse in Nordamerika und im Jahr 1914 zählte man 760.000 Schafe. In Nordamerika wurden die Cotswold-Schafe im 20. Jahrhundert weitgehend von Merinoschafen verdrängt. In Kentucky wurde 1858 erstmals eine schwarze Farbvariante der Cotswold-Schafe beobachtet, die heute als Black-Cotswold-Schafe als eigenständige Rasse behandelt werden. Im Jahr 1892 wurde in England die Cotswold Sheep Society gegründet, welche in ihren ersten Herdbuch 22 Herden mit insgesamt 12639 Mutterschafen auflistete. Die ältesten gelisteten Schafherden gehen auf das Jahr 1790 zurück. Da zu Beginn des 20. Jahrhunderts das Interesse an reinrassigen Cotswold-Schafen nachließ, wurde die Society in der Mitte der 1920er Jahre aufgelöst. Bis 1966 führte der Rare Breeds Survival Trust Aufzeichnungen über die Schafsherden und die Züchter. In jenem Jahr traf sich eine kleine Gruppe von Schafzüchtern, um die Society neu zu gründen, welche die Aufzeichnungen selbstständig weiterführte. Die Mitglieder der neugegründeten Society führten eigenständige Herdbücher, die 1974 vom Rare Breeds Survival Trust zusammengefasst und veröffentlicht wurden. Dieses Herdbuch listete 110 Mitglieder auf. In den 1980ern wurden in Nordamerika und England weniger als 600 Cotswold-Schafe gezählt und 1993 gab es weniger als 400 Lämmer.
Der Rare Breeds Survival Trust listet die Cotswold-Schafe als "minority" (potentiell bedroht).